# Louis Saget
Pour les articles homonymes, voir Saget.
Louis-Joseph-Edouard Saget, né le 27 avril 1915 à Paris XVIIe, et décédé le 6 septembre 2010 à Vaucresson, est un haut fonctionnaire français. 
Il est administrateur de la France d’outre-mer au Sénégal, à Madagascar et aux Comores. Après une période en France à la Cour des comptes, il est nommé en Côte française des Somalis en septembre 1966, pour «rétablir l'ordre» après les émeutes qui ont suivi le passage du général de Gaulle sur le territoire en août. 
Il est ensuite conseiller-maître et président de section à la Cour des comptes, directeur du cabinet civil et militaire du ministre d’Etat chargé de la Défense nationale, Michel Debré ; président de l’Agence nationale pour l’amélioration de l’habitat (ANAH), qu'il crée en 1971. Il prend sa retraite en 1984.

## Biographie

### Origine et formation
Né dans une famille picarde de Saint-Quentin (Aisne), fils de Pierre Saget, industriel, et de Jeanne Barbare, Louis Saget étudie à Paris, à l'école Gerson et au lycée Janson-de-Sailly. Licencié en droit (1938), certificats d’études supérieures de géographie économique (1938), d’ethnologie (1938) et de sociologie (1939), licencié ès lettres (1939) (Sorbonne), diplômé d’études supérieures de droit public (1939) ; il est élève de l'École nationale de la France d'outre-mer (ENFOM) de 1936 à 1939, dont il est breveté.

### Seconde Guerre mondiale
Après une préparation militaire supérieure (1937-1939), il est élève officier à Saint Maixent-l’Ecole. Il devient aspirant de réserve le 16 septembre 1939. Il est mobilisé du 16 novembre 1939 au 7 août 1940. De mars 1943 au 3 août 1945, de nouveau mobilisé, il est envoyé au Sénégal, au Maroc, en Algérie, puis débarque en Corse le 29 juin 1944 [réf. nécessaire].

### Carrière administrative
Dans l'administration coloniale, il est en poste au Sénégal de 1941 à 1943, puis à Madagascar et aux Comores de 1948 à 1962. Il intègre ensuite la Cour des comptes en France. Il repasse dans les colonies de 1967 à 1969 à Djibouti. Il retourne ensuite en métropole où il crée notamment l’Agence nationale pour l’amélioration de l’habitat.

#### Principales responsabilités exercées
- 1942 : adjoint au directeur de la Sûreté générale de l’A.O.F.
- 1948 : chef du district de Marovoay (Madagascar).
- 1953 : administrateur-maire et chef de la circonscription autonome de Diégo-Suarez.
- 1955 : administrateur-maire de Tananarive.
- 1957-1959 : chef de province de Diégo-Suarez (4 avril) et membre du conseil de gouvernement de Madagascar.
- 1959 -1960 : premier conseiller auprès du haut-commissariat général de Madagascar (20 juin), puis auprès de la haute représentation de la République française à Madagascar[réf. nécessaire].
- 1960-1962 : chef du territoire et gouverneur de l’archipel des Comores (14 octobre 1960), puis haut-commissaire (23 décembre 1961)[réf. nécessaire].
- 1962-1970 : conseiller référendaire de 1er classe à la Cour des comptes[2] (5 juillet 1962-15 octobre 1970)
- 1966-1969 : gouverneur et chef du territoire de la Côte française des Somalis à Djibouti (15 septembre 1966), puis haut-commissaire du Territoire français des Afars et des Issas.
- 16 octobre 1970 : conseiller maître à la Cour des comptes[réf. nécessaire].
- 15 décembre 1969 - 1er novembre 1971 : directeur du cabinet civil et militaire de Michel Debré, ministre d’Etat chargé de la Défense nationale[3]
- 1971-1978 : président de l’Agence nationale pour l’amélioration de l’habitat[réf. nécessaire].
- 1982-1984 : président de section à la Cour des comptes[réf. nécessaire].
- 1984 : membre du comité du contentieux fiscal, douanier et des charges.
- 28 avril 1984  : admis à faire valoir ses droits à la retraite.

## Décorations
- Officier de la Légion d'honneur (9 avril 1968) 
  -  Chevalier de la Légion d'honneur (22 juillet 1957)
- Commandeur de l'ordre national du Mérite (11 février 1986)[4]
- Croix de guerre 1939–1945 (Ordre du Régiment 12 juillet 1940 et Ordre du Corps d’Armée 30 mars 1945)
- Chevalier de l'ordre des Palmes académiques (4 décembre 1956)
- Chevalier de l'ordre du Mérite agricole (30 décembre 1959)
- Croix du combattant
- Médaille d'Outre-Mer avec agrafe « Côte française des Somalis »
- Médaille commémorative française de la guerre 1939–1945
- Médaille de la France libérée
- Médaille de la jeunesse, des sports et de l'engagement associatif, or
- Médaille d'honneur régionale, départementale et communale, argent
- Commandeur de l'Étoile noire – 22 décembre 1962 (Chevalier 9 juillet 1953 – Officier 10 février 1961)
- Chevalier de l'ordre de l'Étoile d'Anjouan – 28 avril 1950
- • Commandeur de l’Ordre Royal de la Grande Comore – 1er juillet 1952
- • Grand Officier de l’Ordre du Croissant vert – 12 mai 1967
- • Grand Cordon de l’Etoile de la Grande Comore – 13 juin 1962 (Commandeur – 26 février 1960)
- • Commandeur de l’Ordre National Malgache – 4 juin 1970 (Chevalier – 19 août 1960)
- • Grand Officier de l’Ordre impérial Etoile d’honneur d’Ethiopie – 15 juillet 1969
- • Commandeur de l’Ordre de l’Etoile Equatoriale de Gabon – 27 décembre 1970
- • Commandeur de l’Ordre National du Léopard du Congo-Zaire – 29 mars 1971
- • Commandeur de l’Ordre National de l’Eléphant du Burkina Faso –ex-Haute-Volta – 8 avril 1972

### Mandats électoraux
- 1969 - 1995 : conseiller municipal de Méréville (chef-lieu de canton au sud de l’Essonne).

## Action à Djibouti en 1966 et 1967
Il est nommé à Djibouti alors que se déroule la répression des émeutes indépendantistes d'août 1966, lors de la visite de de Gaulle. Il remplace René Tirant pour faire face aux troubles, compte tenu de son action face aux nationalistes à Madagascar. Son adjoint est Jean-Maurice Comte, lui aussi un administrateur colonial qui a fait sa carrière à Madagascar.
L'Éthiopie proclame le droit à l'autodétermination du peuple de Djibouti, douze jours après la visite de Charles de Gaulle à Hailé Sélassié. 
C'est sous la responsabilité de Louis Saget qu'est organisé le référendum du 19 mars 1967, qui voit le « oui » l'emporter par 61 %. Les autorités françaises font expulser préalablement des milliers de Somaliens « étrangers » pour mieux éviter toute interférence préjudiciable aux résultats. L'annonce des résultats du vote est suivie du soulèvement d'une partie de Djibouti, des expulsions massives (3 000 personnes ) et une forte répression policière.

## Œuvres
Louis Saget a rédigé de nombreux documents et articles, selon la liste suivante[réf. nécessaire] :
- The colonies and the French Constitution, article publié dans la revue Empire- Journal of the Fabian colonial bureau, vol. 9 n°2, juillet 1946, Londres.
- Aspects géologiques, article publié dans la Revue de Madagascar, n°16, 3e trimestre 1953, Tananarive.
- Madagascar et ses provinces : article (1955)
- Discours à l’occasion de l’installation de l'assemblée provinciale de Diégo-Suarez, le 10 mai 1957, Tananarive.
- La Cour des Comptes et l’Outre-mer, contribution à l’ouvrage Histoire de l’Administration française – la Cour des Comptes, Paris, C.N.R.S., 1984.
- Cecil Rhodes, Premier ministre du Cap, Thèse 1938
- Le district de Marovoay en 1949
- Note sur la démographie du district de Marovoay
- Discours d’ouverture de la session à Tananarive de la commission internationale pour la coopération culturelle et technique en Afrique au Sud du Sahara (C.C.T.A.) 1956
- Harangues climatériques à Madagascar, aux Comores, à Djibouti (1947-1969)
- Monographie sur Diégo-Suarez 1959
- Etude sur l'Islam dans la province de Majunga 1951 (exemplaire à l'Académie des Sciences d'Outre-Mer, rue de Lapérouse, Paris)